# Kappa 20dot Fonts
Kappa 20dot Fonts（Kappa20、旧・Kappa 20dot Font）とは、全角文字20x20ピクセルの明朝体の日本語ビットマップフォントである。bdf形式で配布されている。JIS X 0201・JIS X 0208・MuleIPAに対応する細字/太字のフォントが含まれている。また縦書き用フォントにするための差分やISO 8859のフォントを生成する為のソースコードを含んでいる。
RedHatなどのLinuxディストリビューションに搭載されている。
このフォントを元にゴシック体のAyuビットマップフォント（旧・Kappaゴシック）が作られた。また、東風フォントやさざなみフォントのビットマップ部分の埋め込みにも使われていた。